# 経ヶ峰

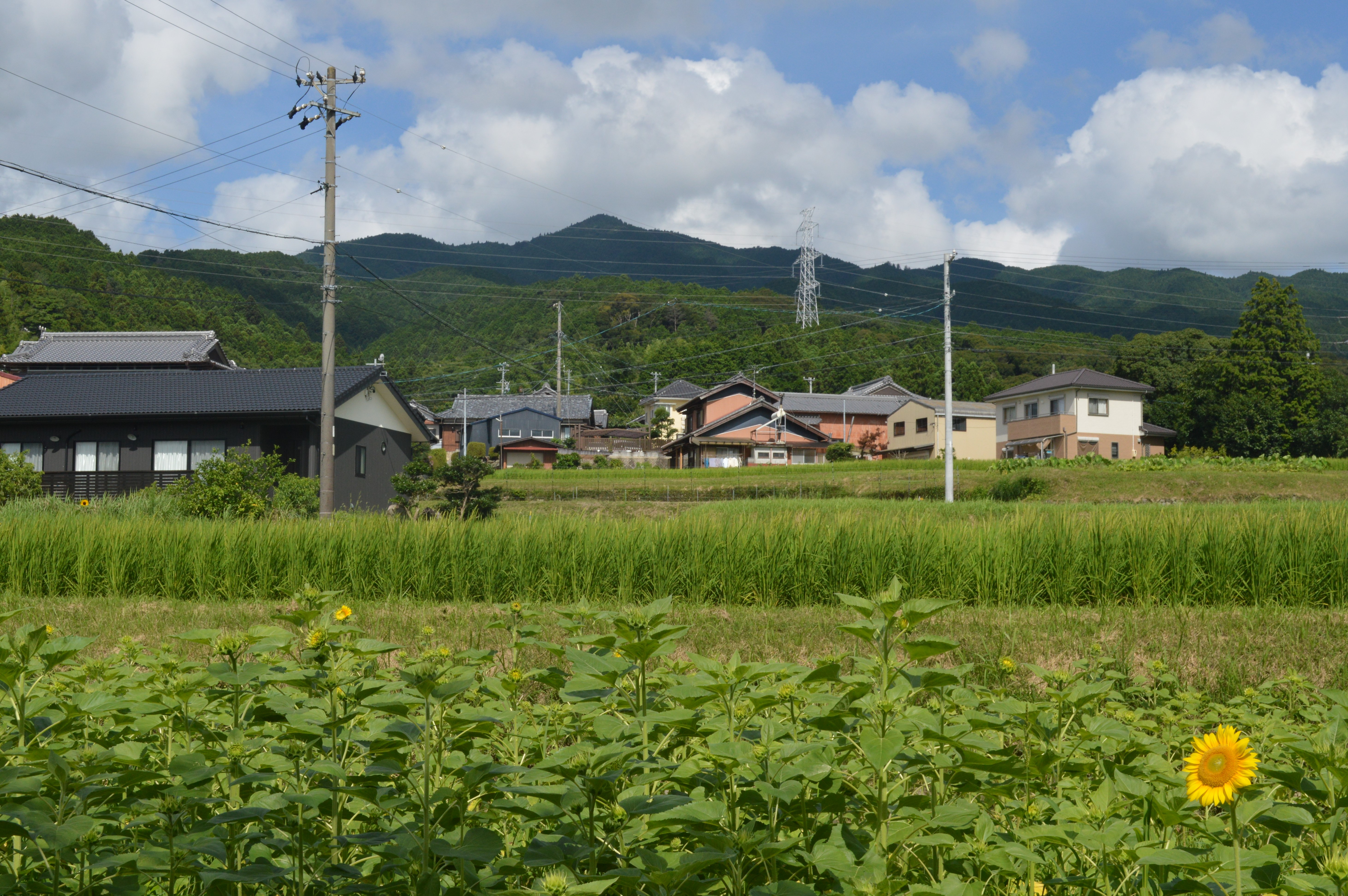
経ヶ峰全景その１

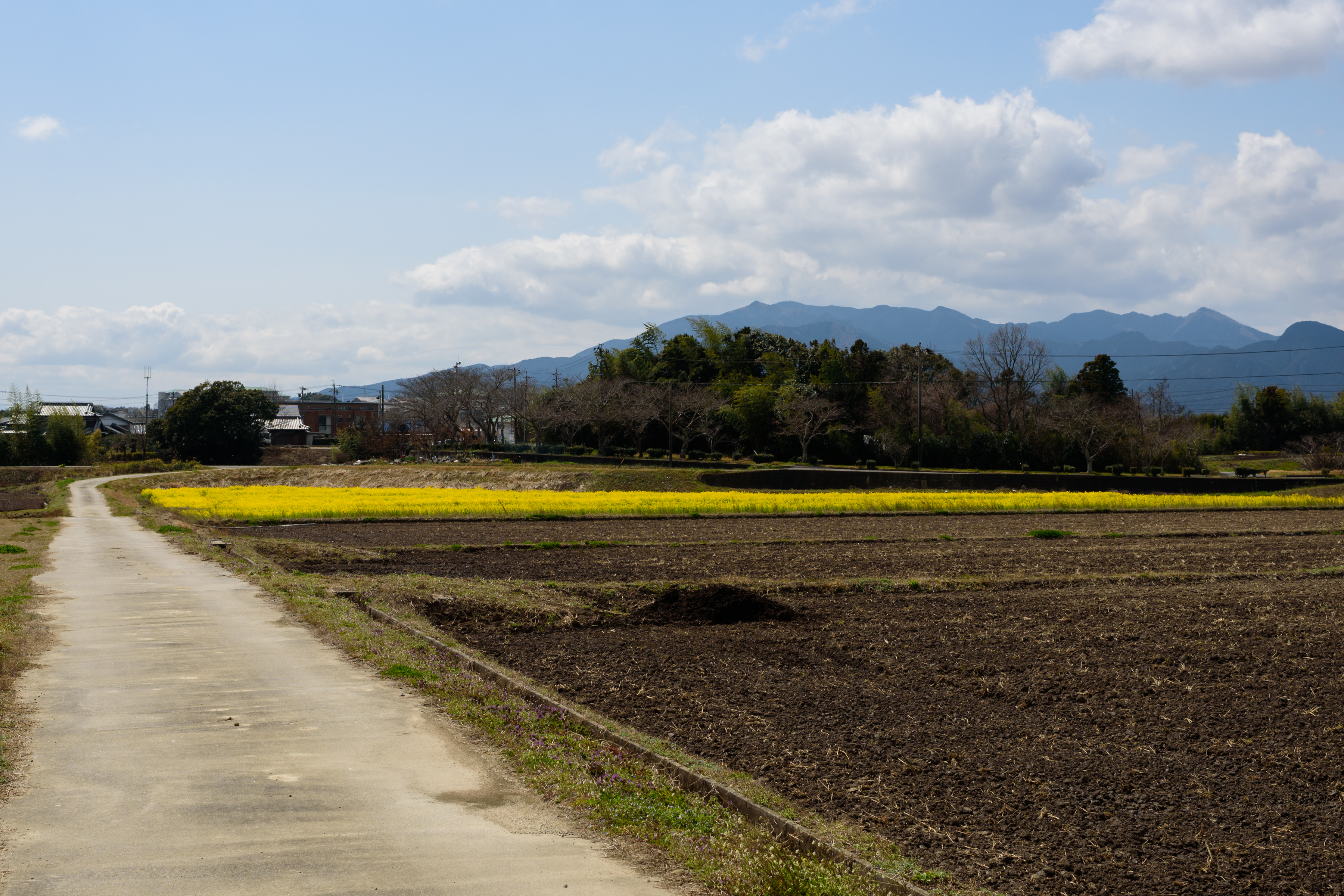
経ヶ峰全景その２

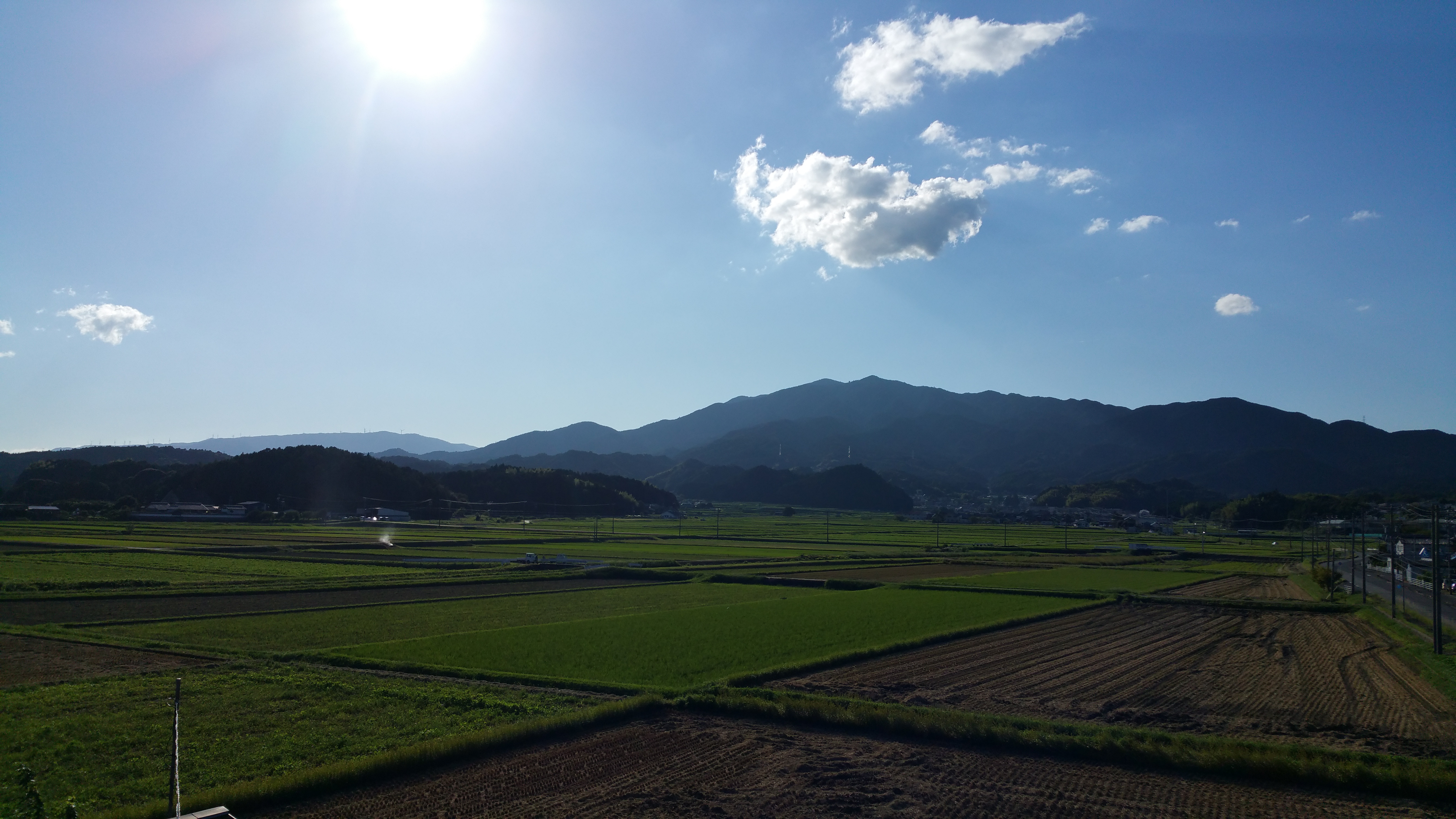
あのう温泉から経ヶ峰を望む

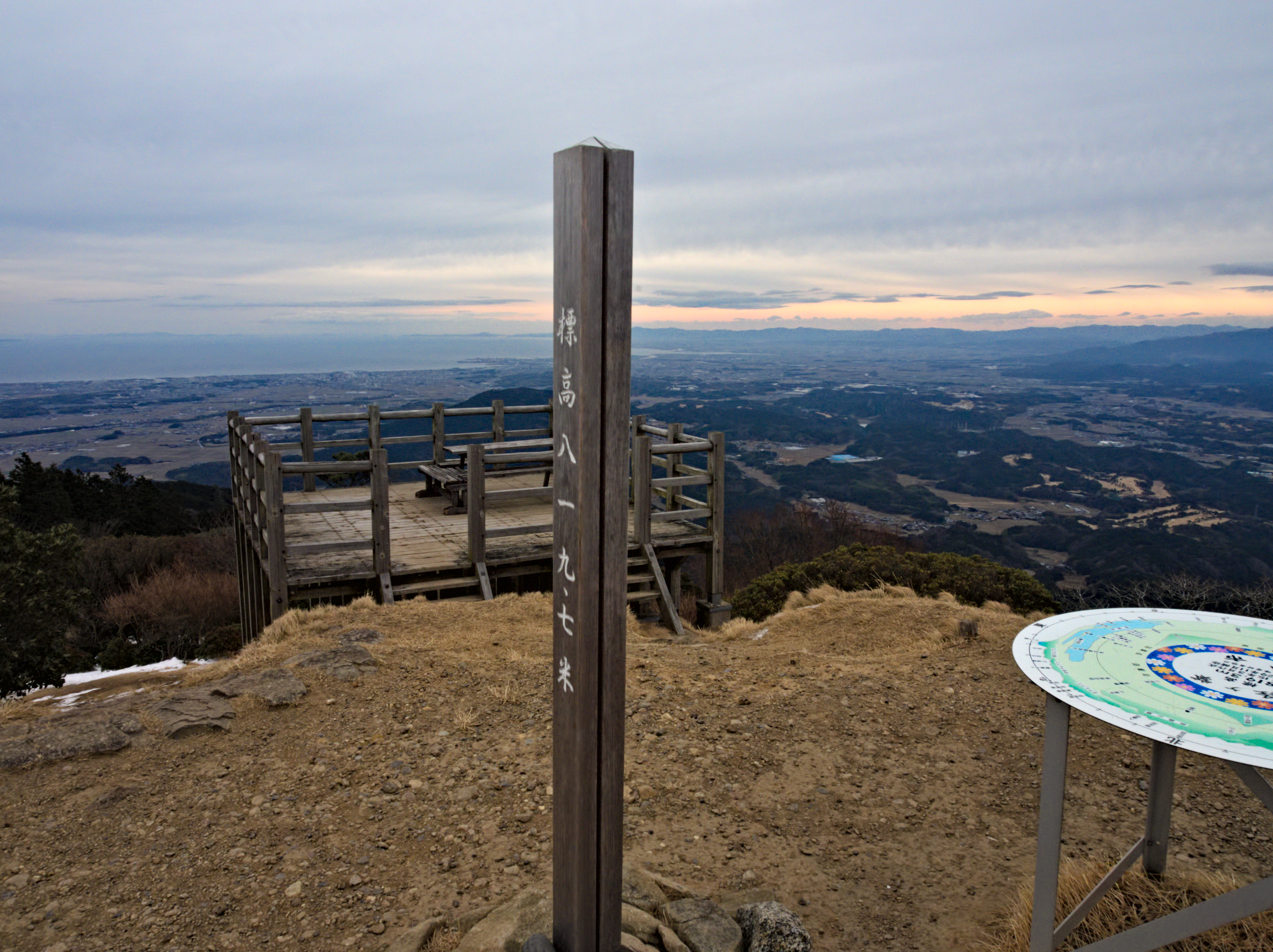
経ヶ峰山頂からの展望

経ヶ峰（きょうがみね）は、三重県津市安濃町、芸濃町、美里町をまたぐ標高およそ819メートルの独立峰である。標高819メートルの語呂合わせから「ハイク（ハイキング）」の山として親しまれている。旧常明寺跡や赤地蔵、めなし地蔵がある。経ヶ峯と表記されることもある。

## 名称

### 由来
長野家の家臣、進藤左金吾（近藤左金吾という説もある）が写経した大般若経100巻を経ヶ峰山頂に埋納したことが、山名の由来といわれている。現在も、山頂にて塚状の土地がある。かつては地名の「安濃」から「安濃岳」と呼ばれた。
文献によると、以下の史料に経ヶ峰が登場している。
- 『三国地志』「上世大刹タリシカ旧領主織田信良ノ時廃ス　経ヶ峯ノ半腹ニアリ　尤佳景ノ地ナリ」
- 『勢陽五鈴遺響』「大智山淨明寺　同淨明寺村ニアリ　本尊五智如来　往昔ハ大刹ニテ小院モ多シ　寺領五十貫アリ　織田上総介信包長野城領主之トキ寺産モ没収ス　今纔二大日堂ノミ遺レリ　経ヶ峯麓ニテ八町許坂路ヲ歴テ到ル道傍ニ化粧地蔵ト号ス石仏アリ　眼下二安濃郡県ノ村落勢尾東海ヲ望ミ景致寂寥タル絶堺ナリ」[4][5][6][7]」

### 校歌の中の経ヶ峰
経ヶ峰は、以下の15校の校歌に登場している。
- 津市立村主（すぐり）小学校「天の架け橋　経ヶ峰」[8][9]
- 津市立辰水（たつみず）小学校「峰聳え立つ経ヶ峰」（平成29年3月31日閉校）
- 津市立大里（おおざと）小学校「夕日に映える経ヶ峰」
- 津市立明合（あけあい）小学校「経ヶ峰を仰ぎ見て」
- 津市立草生（くさわ）小学校「窓に聳える経ヶ峰」
- 津市立東観（とうかん）中学校「経ヶ峰に雲なびく」[10]
- 三重大学教育学部附属中学校「み空に映ゆる経ヶ峯」[11]
- 津市立美里（みさと）中学校「朝日に映ゆる経ヶ峯」（平成29年3月31日閉校）
- 津市立西郊（せいこう）中学校「はるかにのぞむ経ヶ峰」[12]
- 津市立豊里（とよさと）中学校「山姿秀でし経ヶ峰」[13]
- 津市立西橋内（にしきょうない）中学校「山脈遠き経ヶ峰」[14]
- 津市立橋北（きょうほく）中学校「かすむ山なみ経ヶ峰」[15]
- 三重県立津西高等学校「頂高い経ヶ峰」[16]
- 三重県立津工業高等学校「秀麗清き経ヶ峰」[17]
- 三重県立津商業高校「仰ぐは清き経ヶ峰」[18]

以上、文献に記載があった14校の校歌を記す。ホームページで校歌が確認できる場合はそのURLを記載した。

### 校歌の中の長谷山
安濃平野の西方には経ヶ峰の他に長谷山も聳え、ともに地域の象徴的な山である。長谷山（古く「櫛形山」と呼ばれた）は津市内の以下の4つの小学校の校歌に登場している。
- 津市立櫛形（くしがた）小学校「緑に映える長谷山の雄々しき姿仰ぎつつ」
- 津市立村主（すぐり）小学校「長谷山近く　空晴れて」[20]
- 津市立辰水（たつみず）小学校「山重なりて長谷山に」
- 津市立明合（あけあい）小学校「長谷の山を赤く染め」

　上記の学校の校歌には、経ヶ峰も登場している。ここでは、文献に記載があった歌詞から、長谷山が登場する部分のみを抜粋した。各校のURLの記載に関しては、「#校歌の中の経ヶ峰」を参照のこと。

## 自然環境

### 植生
頂上とその周辺にはススキ群団、ヤマザクラ、ドウダンツツジ、レンゲツツジ、アセビ、カヤ、クマザサが分布している。またその他の所ではアカシデ・イヌシデ群団が群生している。

### 地質
主に火成岩（花崗閃緑岩・トータル岩）で構成され、一部火成岩（斑れい岩）が分布している。

## 史跡

### めなし地蔵
経ヶ峰南腹標高370メートルに位置する地蔵堂。細野地蔵とも呼ばれる。昔から眼病へのご利益が大いにあるお地蔵さんとして、多くの人々から信仰された。人跡まれな場所ながら、毎月24日の例祭や4月24日・7月24日の大祭には多数の信者が参詣する。

### 赤地蔵

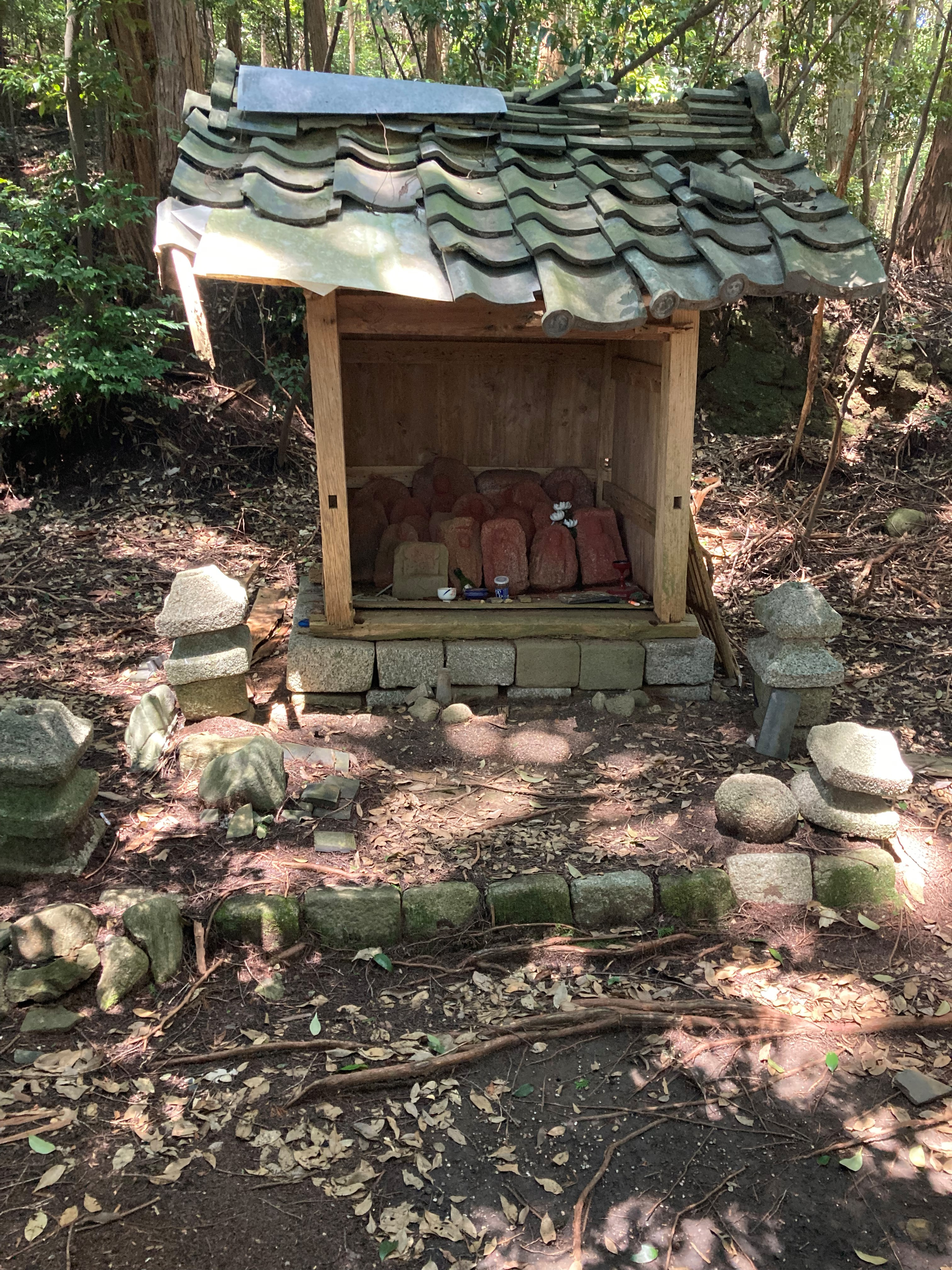
赤地蔵

比佐豆知菅原神社から平尾ルートの車道を約500メートル進み、右脇の山道に入って約350メートルの祠の中にある地蔵。村人が村の付近に埋もれていた地蔵を発見し、一堂に集めた。婦人病を始め、万病に効くとされる。地蔵には真っ赤なベンガラが塗られているが、それは利益のおかげで病に打ち勝った人がお礼として塗ったものである。『八百比丘尼伝説』に関連があるとされる。

### 旧常明寺跡

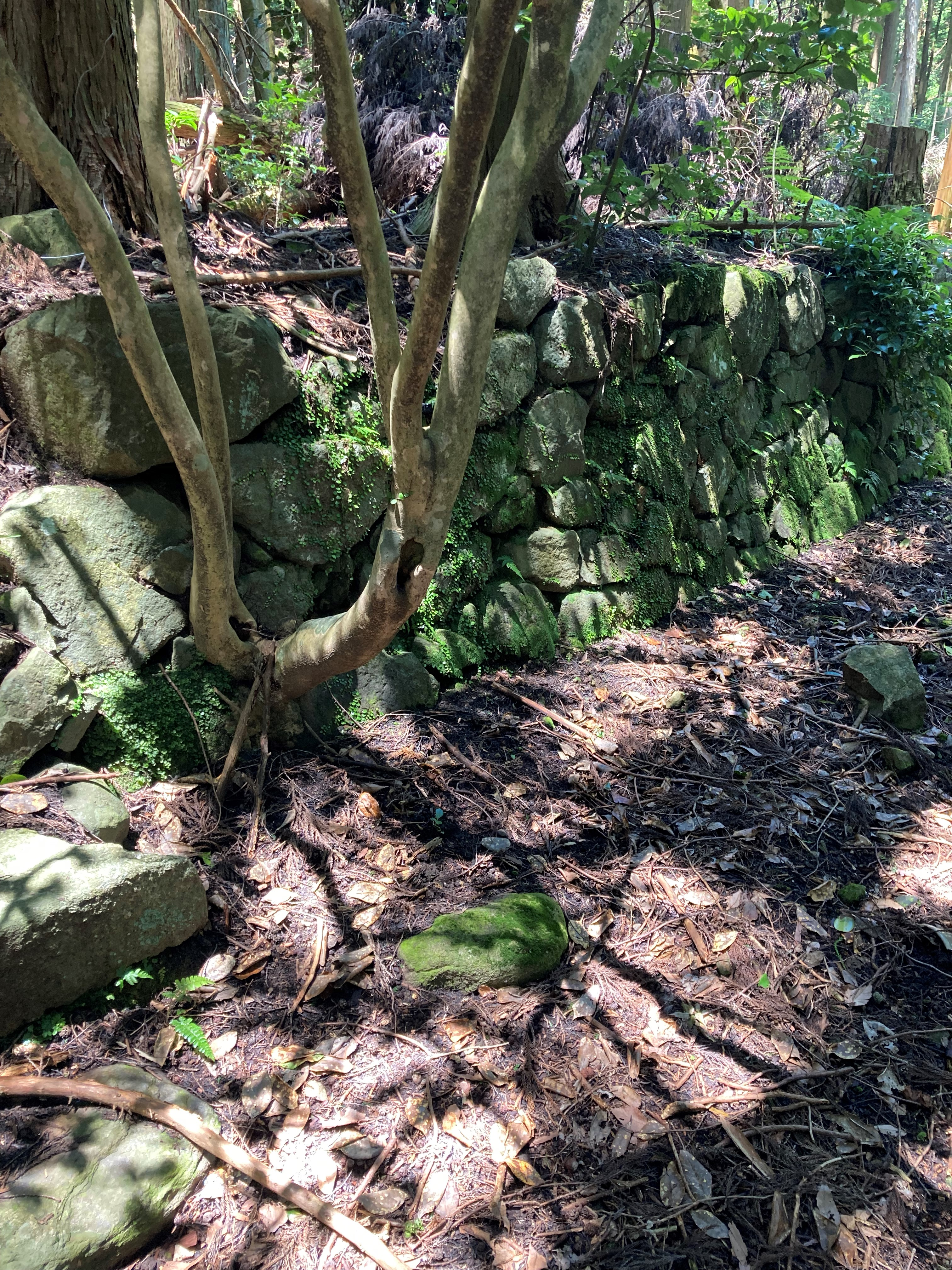
旧常明寺跡石段

「旧淨明寺跡」とも書く。安濃町草生平尾集落の山奥深く、標高240メートル前後の北東に延びる尾根傾斜面に立地する。比佐豆知菅原神社（草生天神）から登山道を登り、町第三配水地を経ると、所在地である字「古屋敷」に到着する。常明寺は織田信長の伊勢侵攻の際、焼き討ちに遭い焼失した。江戸期には寺付近に20戸近くの民家があったといわれているが、安政地震で山崩れが発生したため、村人は麓の平尾へ移転した。13世紀前半頃　鎌倉期の山茶碗などが発掘されていて、他に瓦片、近世陶磁器も採集されている。常明寺の本尊と言われる、市指定有形文化財の大日如来と四菩薩坐像は平安時代（10〜11世紀）に造像されたとされ、安濃町内でも最古の仏像である。

## 伝説

### 八百比丘尼（やおびくに、はっぴゃくびくに）伝説
現在の安濃町草生の神子谷付近に誕生した娘が、無尽講（神社や寺へ参拝する集まり）に出かけた際に人魚の肉を食べたことで不老長寿となったという伝説。彼女は草生に戻り、800歳で亡くなったという。「黄金の鶏と縄とを、朝日照る夕日輝く二ツ葉のもとに埋めたれば、他日草生の衰亡の時来れば、之を掘り出せ」という言葉は、彼女の遺言とされる。
全国の50の市町村に類似の伝説があるが、この伝説には解明されていない点も多い。常明寺や赤地蔵とも関係があるとされる。
詳細は「八百比丘尼」の項を参照のこと。

## 登山

### 登山ルート
平尾（ひろう）ルート、山出ルート、細野ルート、高座原ルート、穴倉ルート、三郷ルート、平木ルート、笹子谷ルートの8ルートある。

### 登山ルート詳細
- 笹子谷ルート：経ヶ峰林道ー北笠岳分岐ー休憩小屋ー経ヶ峰山頂
- 細野ルート：長野バス停（美里町）ー美里ふるさと資料館ー経ヶ峰登山口ー穴倉道合流ー経ヶ峰山頂
- 平尾（ひろう）ルート：比佐豆知菅原神社（草生天神）ー平尾大谷林道ー林道終点ー山出分岐ー中電反射板ー経ヶ峰山頂
- 山出ルート：山出登山口ー枇杷ヶ谷地蔵ー山出分岐ー平尾分岐ー中電反射板ー経ヶ峰山頂　　平尾分岐を進んで現れる案内板の右を行くと、約15分で休憩小屋経由で山頂にたどりつく。左に進むと山頂へ約10分で直登する[28][29][7]。

### 頂上からの展望

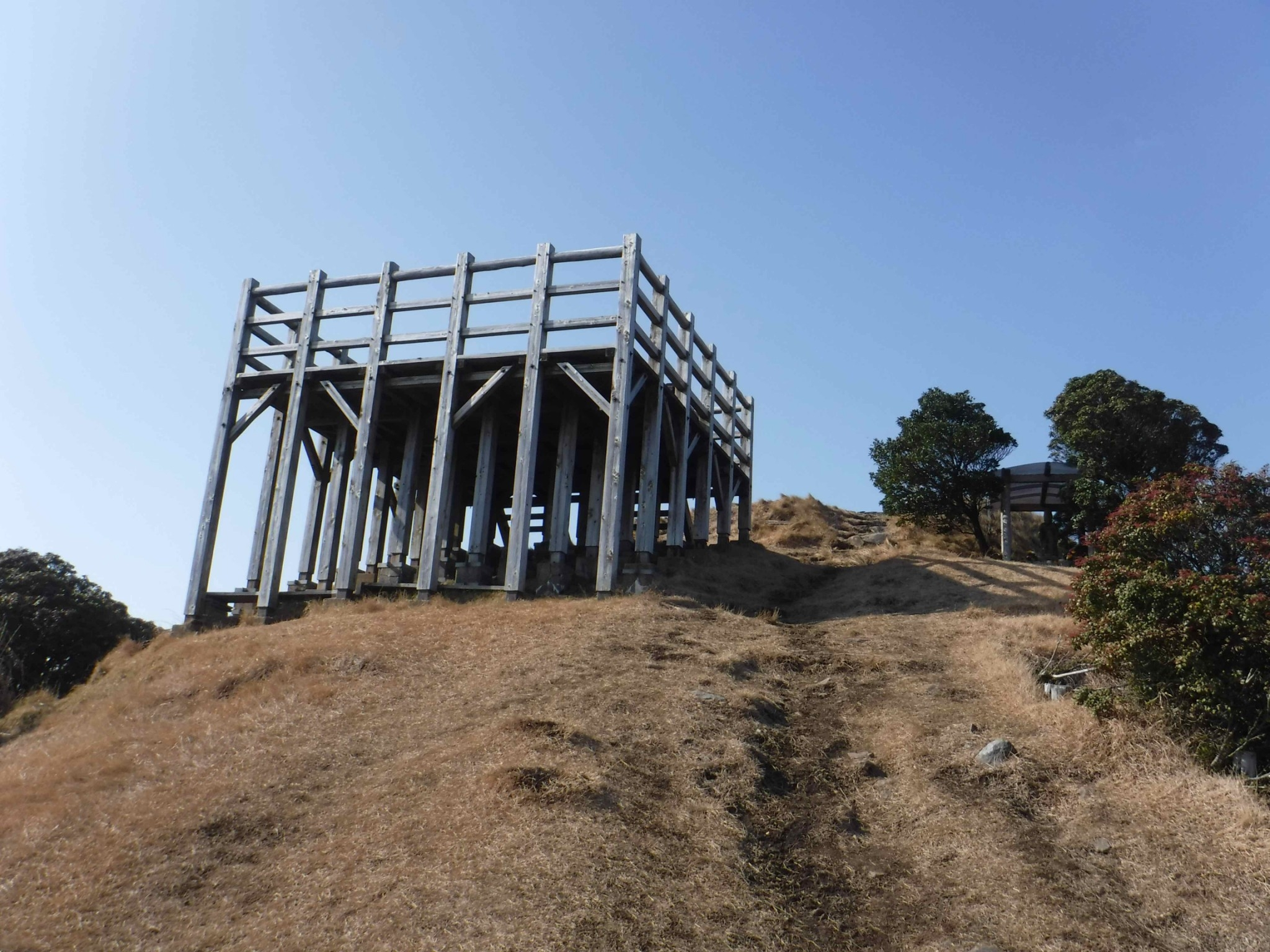
経が峰山頂展望台

展望台からは錫杖岳、鈴鹿連峰、東に伊勢平野、知多半島、西に青山高原、笠取山、南に松阪市、伊勢市を、360度広く望む。

### 休憩小屋

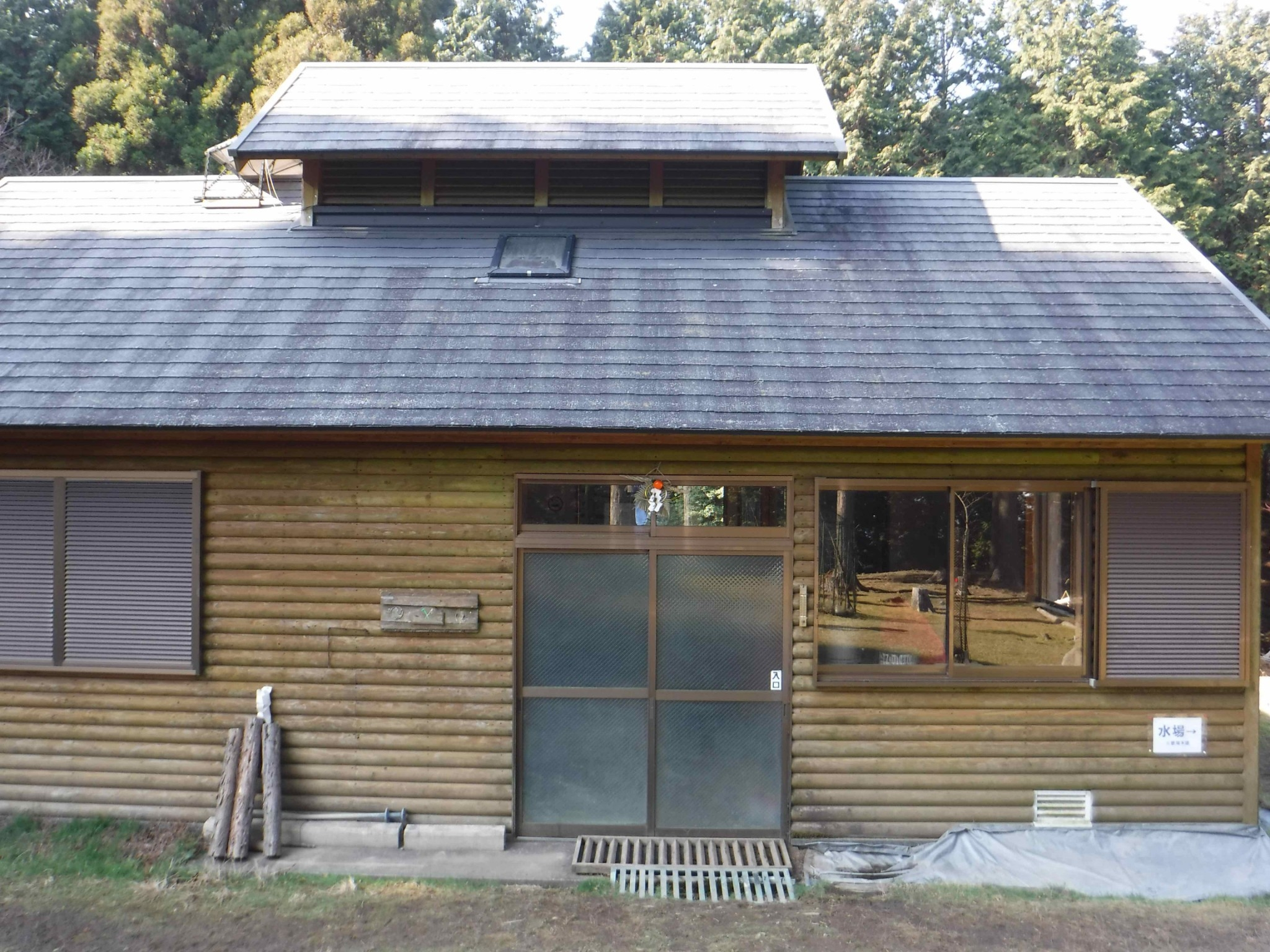
経が峰山頂山小屋

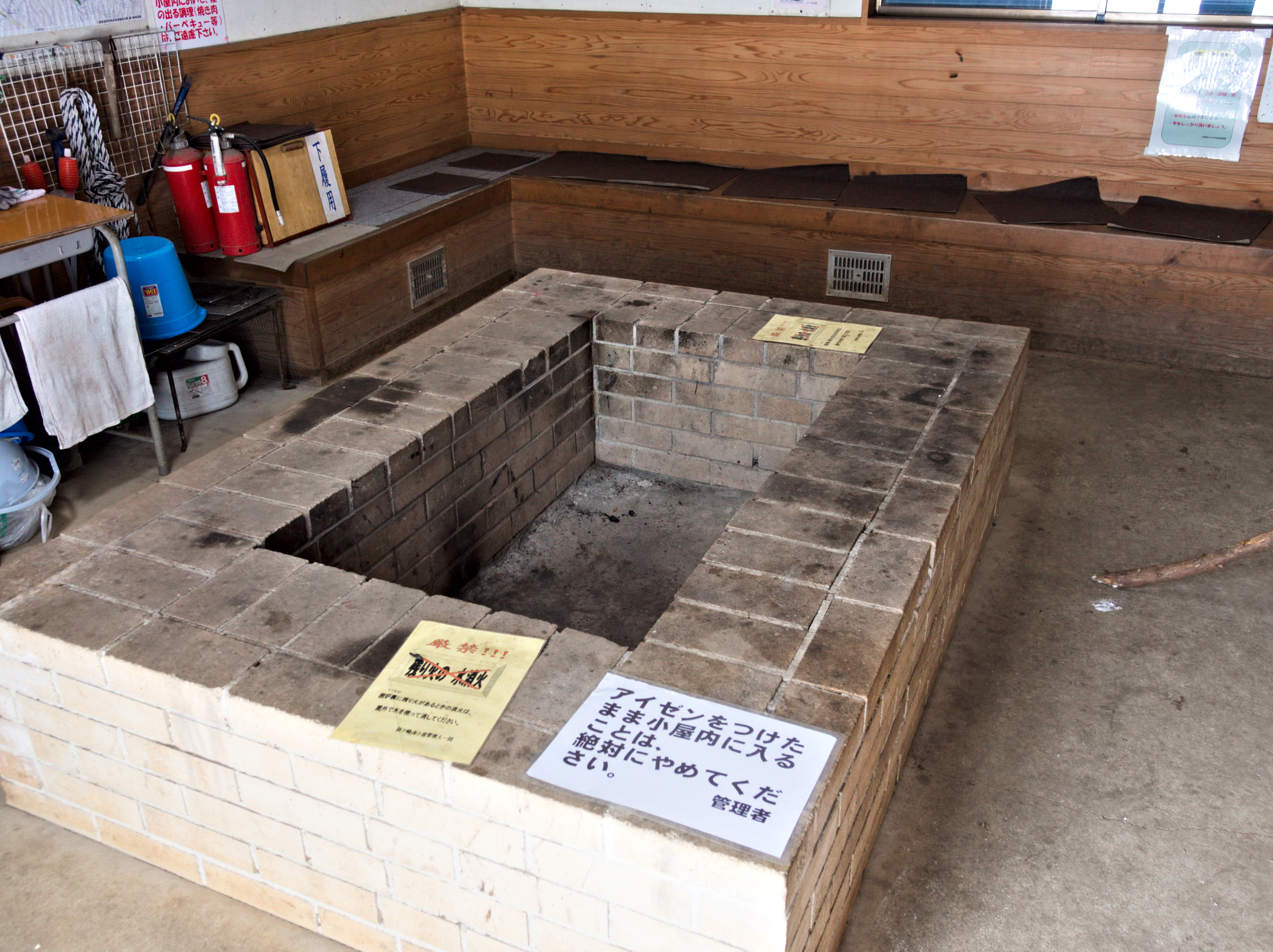
山小屋内装

2002年（平成14年）3月焼失後、2003年（平成15年）2月再建の無人休憩・宿泊施設。板張りの床と囲炉裏があり、ミーティング・宿泊もできる。

### 交通アクセス
最寄りICは伊勢自動車道芸濃IC・津ICである。県道10号、28号を経て山出コース登山口駐車場まで15分。駐車スペースは平尾ルート12台、山出ルート登山口20台、笹子ルート10台などとなっている。その他、細野ルート入り口の旧長野小学校下駐車場に8台、平尾ルート入り口の比佐豆知菅原神社前に10台、めなし地蔵駐車場に20台、高座原ルート芦谷林道終点に3台駐車できる（駐車台数は概数である）。バスでのアクセスは、近鉄津新町駅から立合行きバスに乗車し、経ヶ峰口バス停（山出ルート）、仲之郷バス停（平尾ルート）、平木口バス停（平木ルート）、長野バス停（細野ルート）、柳谷口バス停（三郷ルート）、穴倉バス停（穴倉ルート）のいずれかのバス停で下車する。

## 観光

### あのう温泉

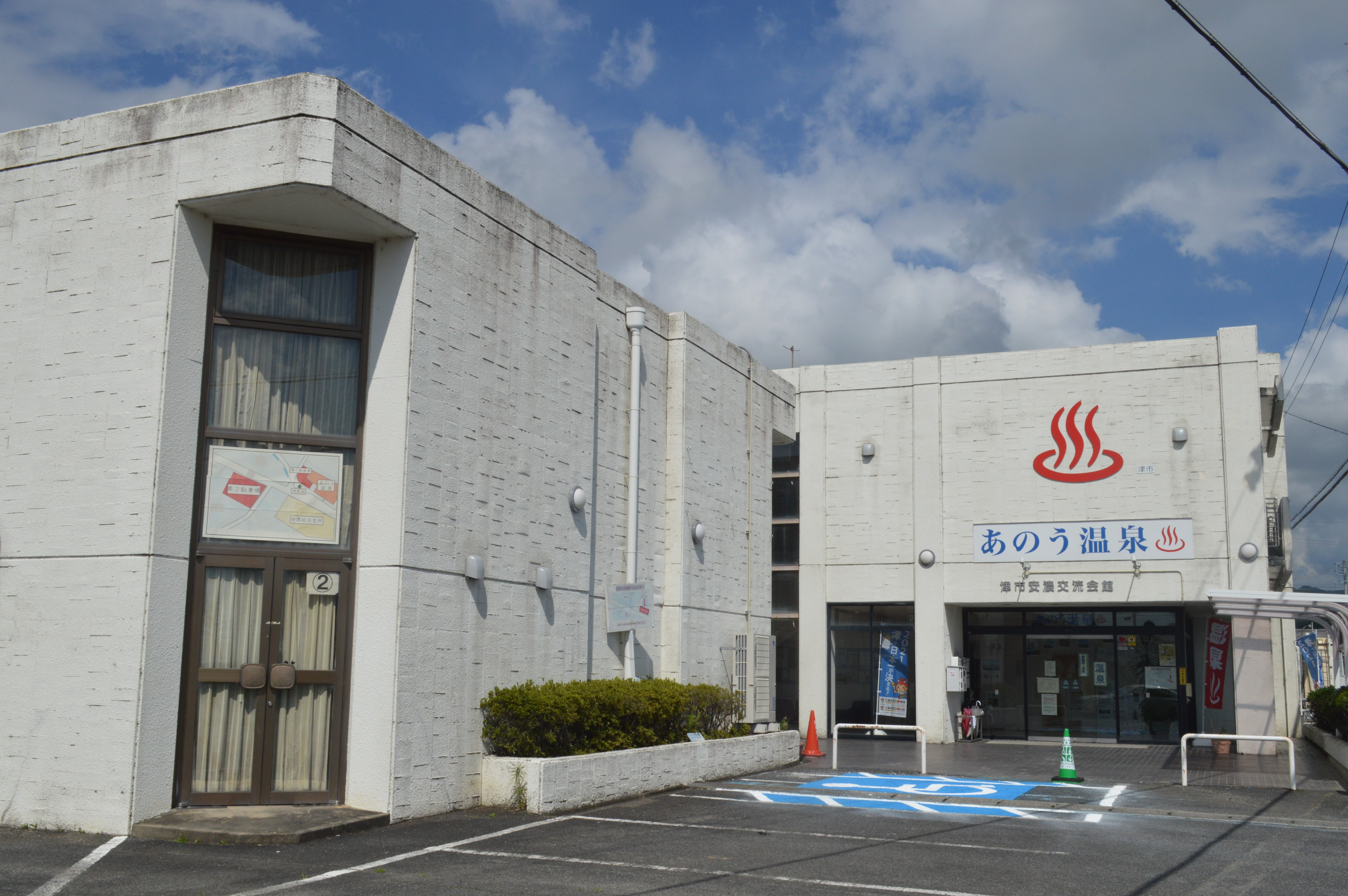
あのう温泉

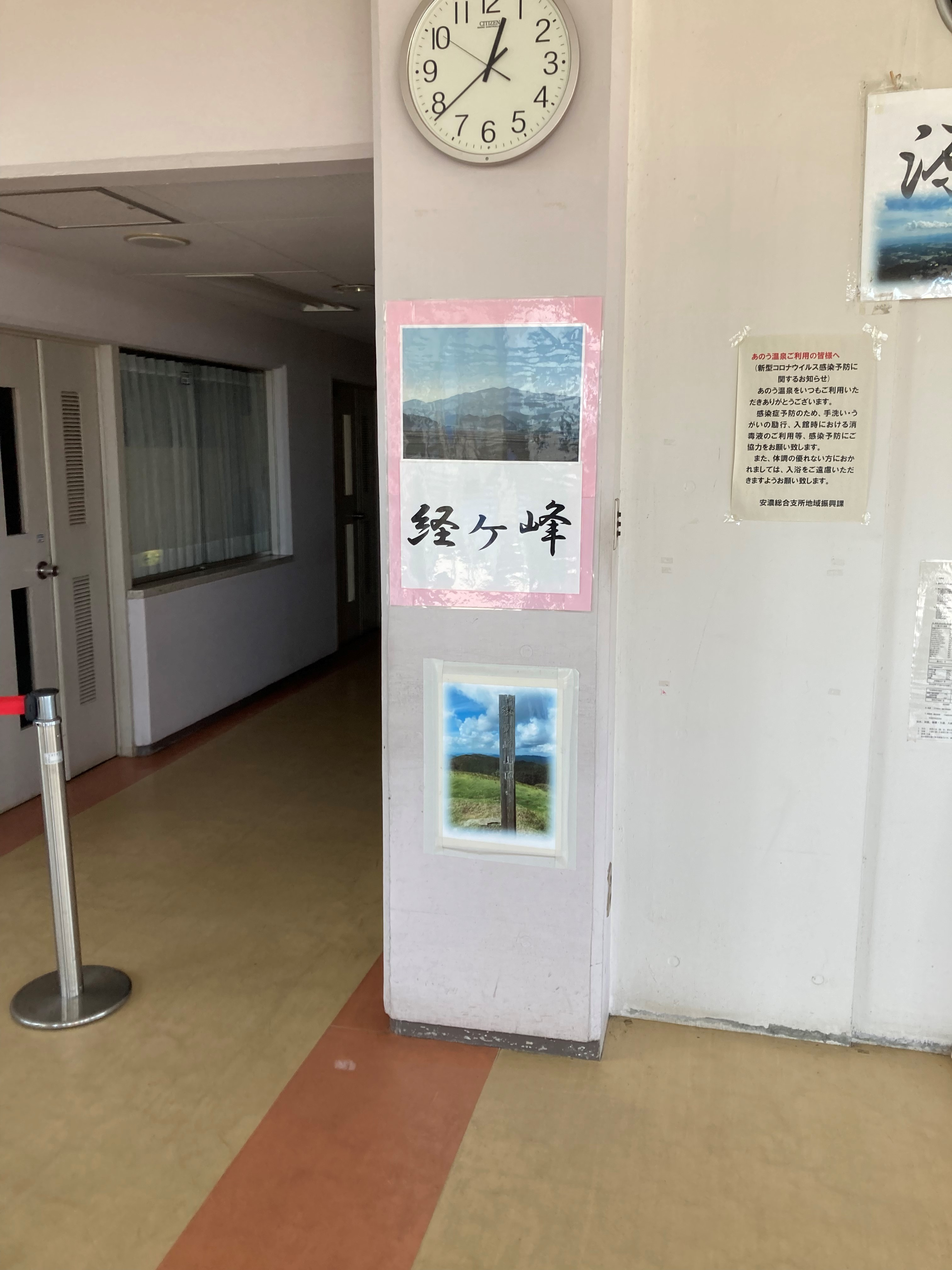
あのう温泉の浴室名（経ヶ峰）

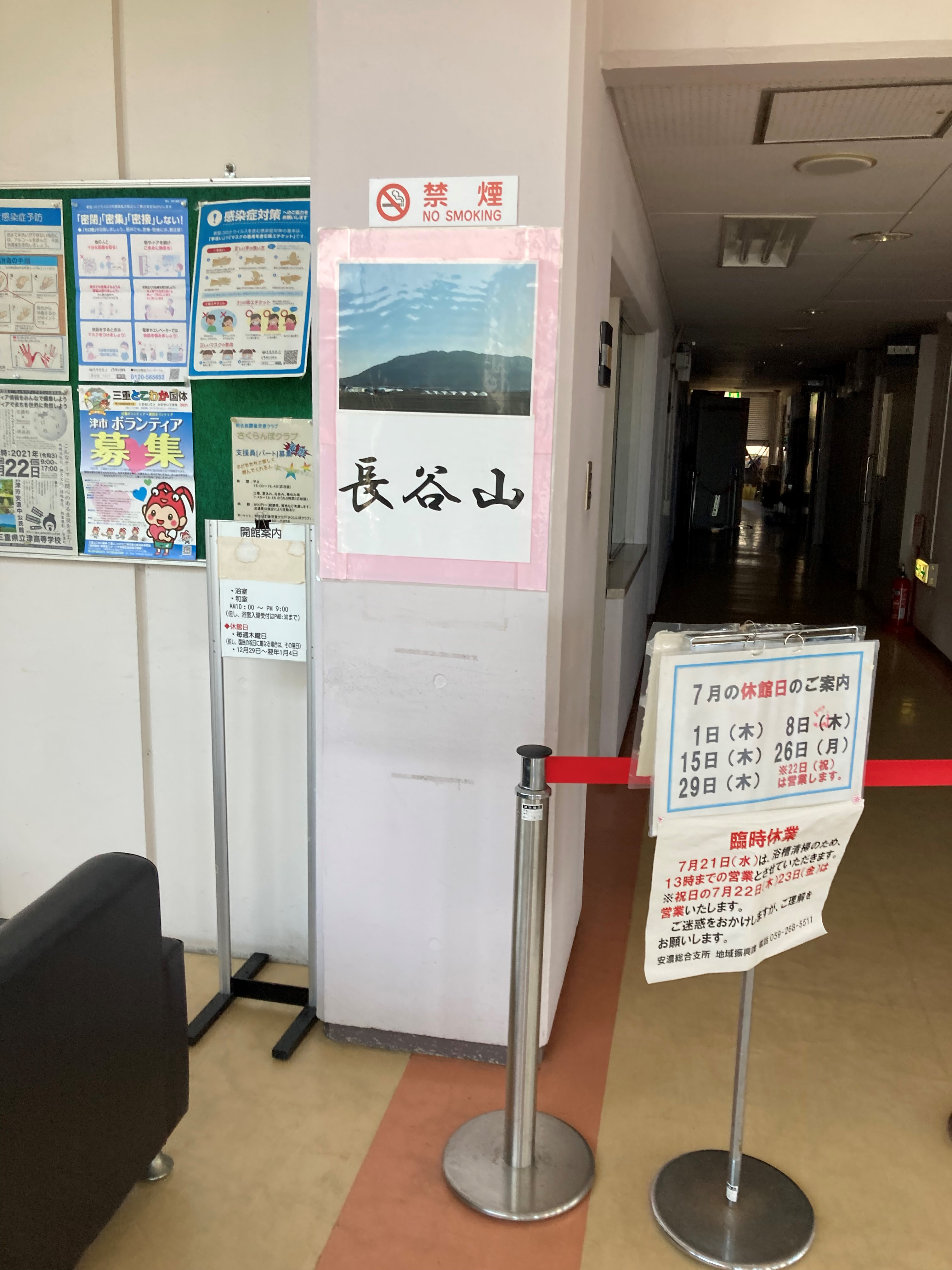
あのう温泉の浴室名（長谷山）

2005年（平成17年）に開設された、安濃交流会館内にある温泉施設。『経ヶ峰』、『長谷山』という名前の２つの浴室がある。

### 榊原温泉
清少納言が『枕草子』で讃えたとされる温泉である。美人の湯として知られている。

### 安濃中央総合公園
開放的な緑の大地と、それらと調和する水の流れが特徴の広場である。体育館、野球場、ゲートボール場、多目的グラウンドがある。　

### 美里ふるさと資料館
身近な民具や農林具を主とし、美里町の歴史や文化財を展示している。津市指定無形民俗文化財である「かんこ踊り」を再現した人形も置かれている。

## 開発

### 風力発電
株式会社グリーンパワーインベストメントが経ヶ峰に風力発電施設の開発を計画している。これに対し、「経ケ峰を愛する人の会」が反対運動を行っている。